# Gotthilf-Vöhringer-Schule

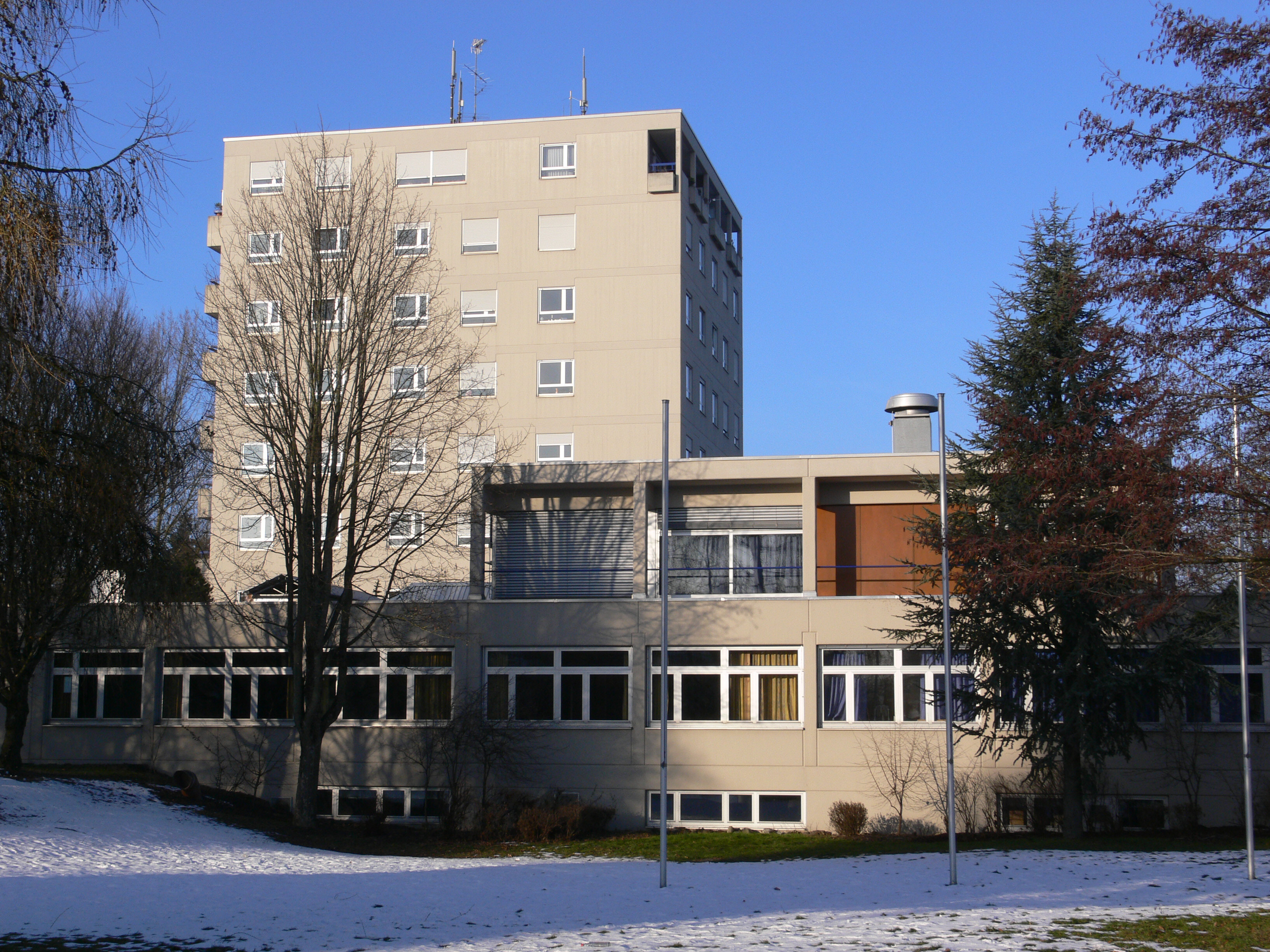
Gotthilf-Vöhringer-Schule Wilhelmsdorf

Die ehemaligen Schulen der Gotthilf-Vöhringer-Schule (kurz GVS) gehören seit 2011 zum Diakonischen Institut für Soziale Berufe mit Hauptsitz in Dornstadt. Sie sind evangelische Fachschulen für sozialpädagogische und medizinische Berufe. Zur GVS gehören folgende (Berufs-)Fachschulen: Fachschule für Arbeitserziehung/Arbeitstherapie, Heilerziehungspflege, Heilerziehungsassistenz, Altenpflege, Ergotherapie, Logopädie, Physiotherapie.
Die Schule hat vier Standorte in der Region Bodensee-Oberschwaben – in Weingarten (Württemberg), in Gammertingen-Mariaberg, in Friedrichshafen und in Ravensburg. Die Schule ist Teil des 'Diakonischen Instituts für Soziale Berufe'.
Die Schule ist nach dem evangelischen Theologen und Funktionär Gotthilf Vöhringer (1881–1955) benannt.